# Josef Mazura
Josef Mazura (Vyškov, 1956. április 23. –) olimpiai bajnok csehszlovák válogatott cseh labdarúgó, hátvéd, edző.

## Pályafutása

### Klubcsapatban
1964-ben nyolcévesen a Sokol Lysovice csapatában kezdte a labdarúgást, majd 1973-ban a Zbrojovka Brno korosztályos csapatában folytatta. 1977 és 1986 között a Zbrojovka csapatában szerepelt, ahol egy csehszlovák bajnoki címet szerzett az együttessel. 1986–87-ben az osztrák St. Pölten, 1987–88-ban a belga KSC Hasselt játékosa volt. 1988 és 1999 között ismét Ausztriában játszott az SV Stockerau csapatában, ahol tagja volt az 1991-es kupagyőztes együttesnek.

### A válogatottban
1981-ben egy alkalommal szerepelt a csehszlovák válogatottban és egy gólt szerzett. Tagja volt az 1980-as moszkvai olimpiai játékokon aranyérmet nyert csapatnak.

### Edzőként
1998–99-ben a TJ Rousínov csapatánál kezdte edzői pályafutását. 2003 és 2005 között a Drnovice, 2005 és 2007 között az 1. FC Brno vezetőedzője volt. 2007–08-ban a szlovák Spartak Trnava szakmai munkáját irányította.  2008-ban a Zlín, 2008 és 2010 között az 1. FC Slovácko, 2010 és 2012 között az Opava, 2013–14-ben a Karviná vezetőedzőjeként tevékenykedett.

## Sikerei, díjai
Csehszlovákia
- Olimpiai játékok
  - aranyérmes: 1980, Moszkva

 Zbrojovka Brno
- Csehszlovák bajnokság
  - bajnok: 1977–78
  - 2.: 1979–80
  - 3.: 1978–79

 SV Stockerau
- Osztrák kupa
  - győztes: 1991